# Mertensophryne lonnbergi
Mertensophryne lonnbergi és una espècie d'amfibi que viu a Kenya.